# Pont-l'Évêque (queijo)

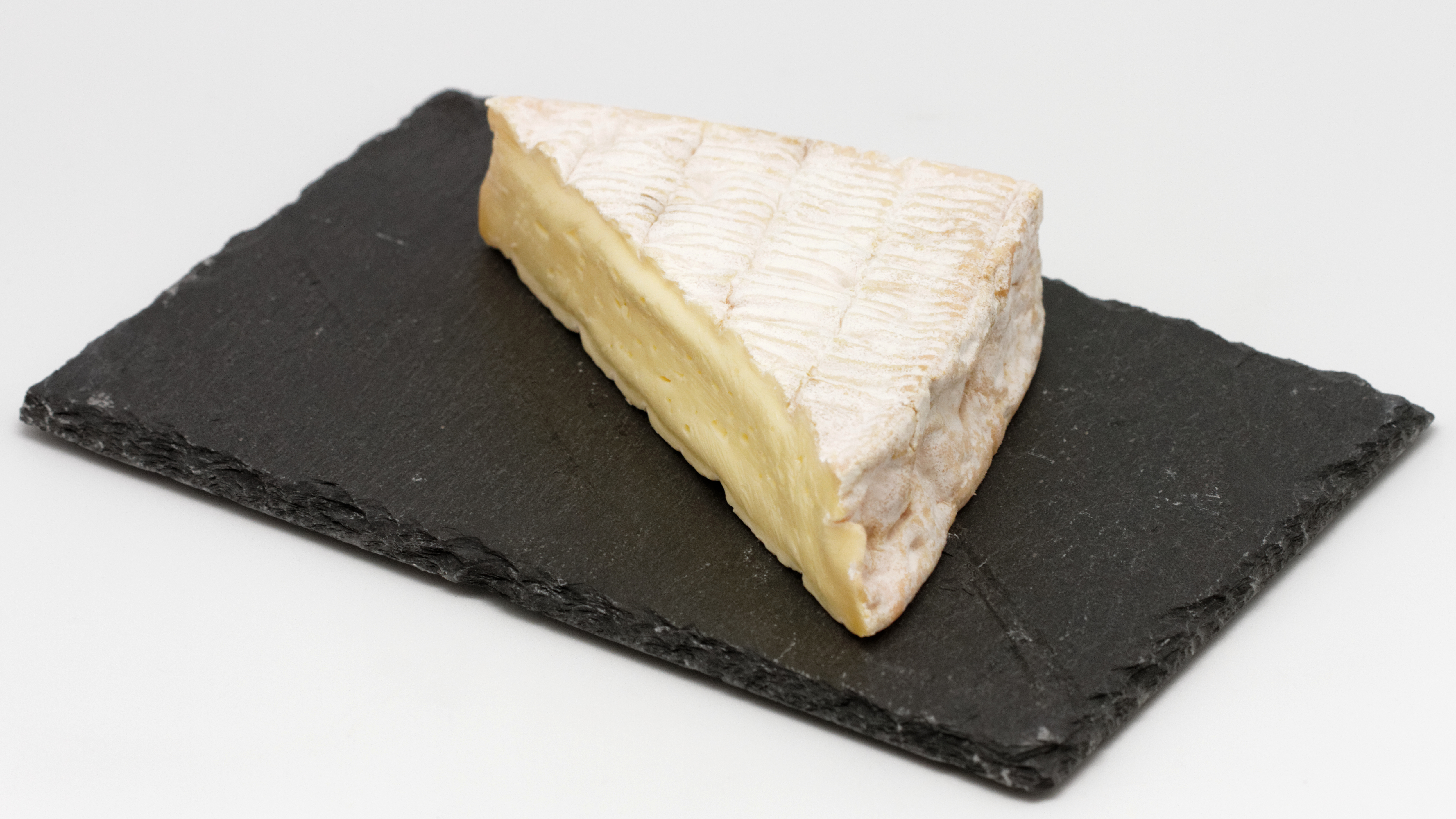
Pont-l'évêque

O Pont-l'évêque é um queijo francês da região da Normandia, classificado desde 1976 com DOC (denominação de origem controlada). Ele deve seu nome à comuna francesa de Pont-l'Évêque (departamento de Calvados), onde é fabricado há alguns séculos.
Trata-se de um queijo à base de leite de vaca. Seu interior é macio e cremoso, de textura suave e levemente amarelo. A casca é branca, com uma leve coloração bege-alaranjada. Vem em forma de cubos e seu peso médio é de 420 gramas. Geralmente, é considerado como um dos queijos mais populares da França, junto com o Brie, o Camembert e o Roquefort
Seu período de degustação mais adequado vai de maio a setembro, embora também possa ser consumido de abril a novembro. A maturação (affinage) requer pelo menos duas semanas, mas pode se estender a até mais de seis.
A produção anual gira em torno de 3500 toneladas, sendo a maioria produzida por dois grandes fabricantes. Somente 2% da produção advém de propriedades menores. Bisson et fils, Lanquetôt, Lepeudry e Levasseur são produtores aclamados.

## Alusões
• O Pont-l'évêque é um dos queijos mencionados na famosa esquete do grupo inglês de comédia Monty Python.
• O Pont-l'évêque também é mencionado no jogo Transformice(www.transformice.com) como título de 7000 queijos coletados.
• No mangá Boku no Hero Academia o queijo Pont-L'Évêque é mencionado e desenhado, no capítulo 168.